# Cynthia McKinney
Cynthia Ann McKinney (Atlanta (Georgia), 17 maart 1955) is een voormalig lid van het Amerikaanse Huis van Afgevaardigden en de presidentskandidate van de Groene Partij bij de Amerikaanse presidentsverkiezingen in 2008.
Van 1993 tot 2003 en weer van 2005 tot 2007 was ze volksvertegenwoordiger voor de Democratische Partij, waar ze opviel door haar kritiek op de regering Bush over onder andere de manier waarop de aanslagen op 11 september 2001 en orkaan Katrina waren behandeld.
Eind 2006 introduceerde ze een impeachment-procudure tegen president Bush (H. Res. 1106). Omdat het de laatste dag was van het 109e Congres, was het meer een symbolische daad.
Op 11 december 2007 kondigde McKinney haar kandidatuur aan voor de nominatie van de Groene Partij voor de Amerikaanse presidentsverkiezingen 2008. Op 9 juli 2008 duidde ze Rosa Clemente aan als running mate en drie dagen later won ze de nominatie op de 2008 Green Party National Convention. Ze behaalde 160.118 stemmen bij de algemene verkiezingen.
Op 30 december 2008 was Mckinney aan boord van het jacht Dignity toen het naar de Gazastrook wilde varen op een humanitaire missie namens de Free Gaza Movement. Het jacht werd tegengehouden door de Israëlische marine en vervolgens geramd toen het probeerde door te varen, volgens de bemanning gebeurde dit in internationale wateren, wat door Israël tegengesproken wordt. Het schip was niet in staat om terug naar Cyprus te varen, en zette daarom koers naar Libanon.